# Wilhelm Ittmann
Johann Wilhelm Ittmann (* 30. März 1809 in Groß-Umstadt; † 17. Januar 1864 ebenda) war ein deutscher Kaufmann und hessischer Landtagsabgeordneter.
Wilhelm Ittmann war der Sohn des Groß-Umstädter Bürgermeisters und Metzgers Johannes Ittmann und dessen Frau Anna Maria geborene Geiß. Wilhelm Ittmann, der evangelischer Konfession war, heiratete in erster Ehe Regina geborene Müller und in zweiter Ehe Christina Elisabeth geborene Wenzel.
Er war als Kaufmann in Groß-Umstadt tätig.
1850 gehörte er für den Wahlbezirk Starkenburg 13 / Groß-Umstadt der zweiten Kammer der Landstände des Großherzogtums Hessen an.